# دهستان هفدر
دهستان هفدر، یکی از دهستان‌های بخش هفدر شهرستان سرخه در استان سمنان ایران است. مرکز این دهستان، روستای افتر است.

## جمعیت
بر پایه سرشماری عمومی نفوس و مسکن در سال ۱۳۹۵، جمعیت دهستان هفدر برابر با ۱٬۶۶۲ نفر بوده است.